# میخائیل آکیموف
میخائیل گریگورویچ آکیموف (به روسی: Михаил Григорьевич Акимов)
(۱۸۴۷–۱۹۱۵) سیاست‌مدار اهل امپراتوری روسیه بود. وی پس از فارغ‌التحصیلی از دانشگاه مسکو در وزارت دادگستری روسیه مشغول بکار شد. در سال ۱۸۸۱ نیز به سمت معاون دادستان عمومی شهر کیف انتخاب شد.